# Joseph Anton Feuchtmayer

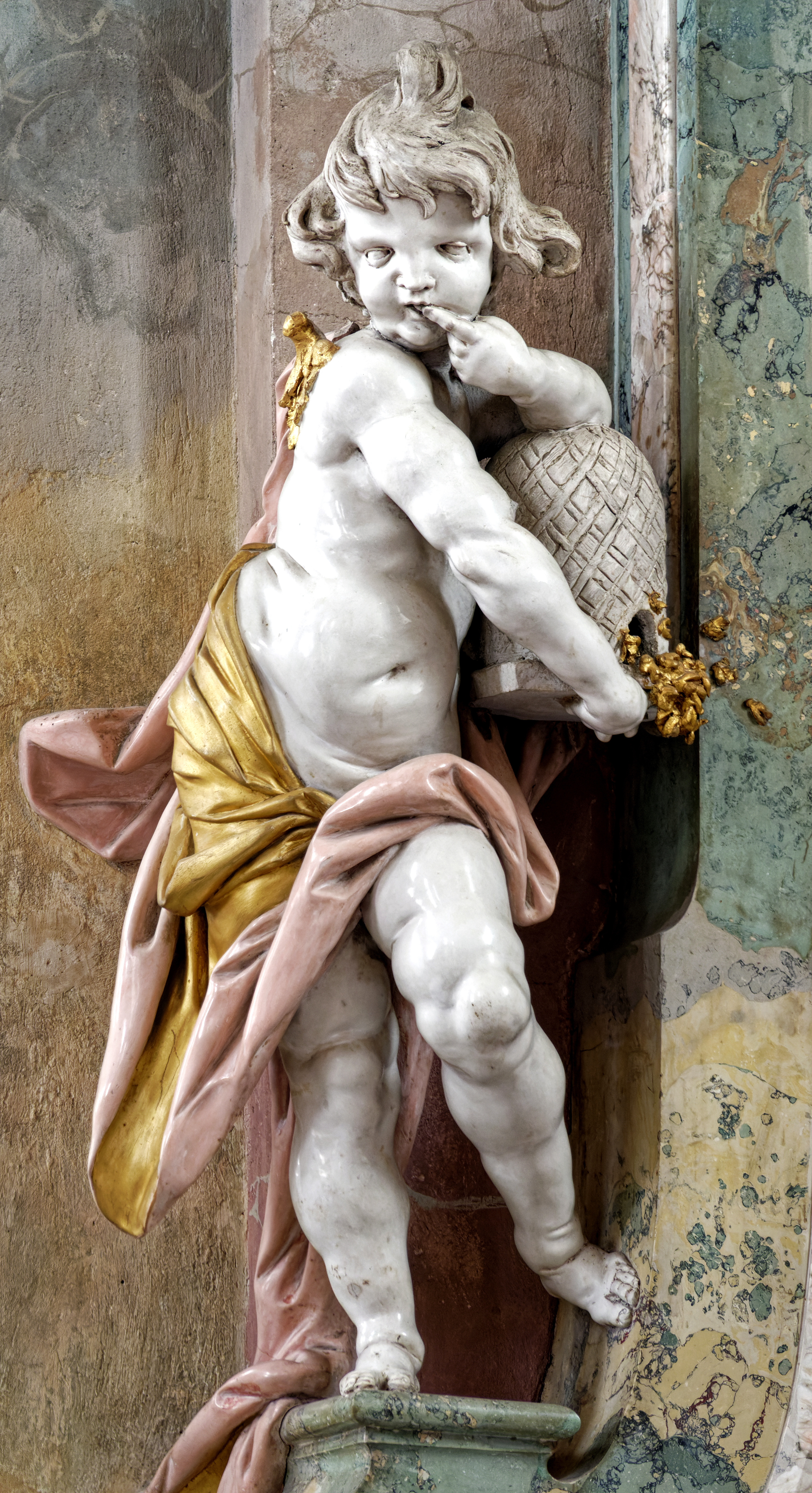
Feuchtmayers „weltberühmter“ Honigschlecker in der Birnau

Joseph Anton Feuchtmayer (auch Feichtmair und Feichtmayer; getauft am 6. März 1696 in Linz; gestorben am 2. Januar 1770 in Mimmenhausen bei Salem) war ein bedeutender Stuckateur und Bildhauer, Altarbauer und Kupferstecher des Rokoko, der im Gebiet um den Bodensee in Süddeutschland und in der Schweiz tätig war.

## Leben und Wirken
Joseph Anton Feuchtmayer entstammte der berühmten Künstlerfamilie Feuchtmayer, die der Wessobrunner Schule zugeordnet wird. Sein Vater, Franz Joseph Feuchtmayer (1660–1718), war zunächst in oberösterreichischen Klöstern tätig gewesen, wohnte in Linz in Österreich, dann in Schongau in Bayern und siedelte sich ab 1706 in Mimmenhausen bei Salem an, wo er für die Reichsabtei Salem arbeitete. Joseph Anton Feuchtmayer wird 1715 als Bildhauergeselle in Augsburg und 1718 in Weingarten erwähnt. Nach dem Tod des Vaters 1718 übernahm er die Mimmenhausener Werkstatt. Auch er wurde „Hausbildhauer“ des Klosters, das ihm beispielsweise den Prospekt der Liebfrauenorgel des Salemer Münsters anvertraute. 1721 erhielt er das Killenberggut vom Kloster Salem als Lehen auf Lebenszeit verbunden mit einem Schutzrecht, welches ihn von der Leibeigenschaft und dem Zunftzwang befreite. Hier heiratete der kunstbegabte und noble Herr am 17. September 1722 die noble und tugendhafte Jungfrau Maria Theresia Hollstein aus Wolfegg, die ihm 7 Kinder gebar – aber letztlich überlebte er sie alle. Seine Werkstatt, das Steuerhaus später auch Haus der Bildhauer genannt, befand sich in Mimmenhausen und beherbergt heute das Feuchtmayer Museum.

„Die Figuren entmaterialisieren sich zu beinahe überirdischem Ausdruck vergeistigter menschlicher Haltung und religiösen Erlebens.“

Seine Werkstoffe waren Gips, Kalk, Stein, Holz, Blei, Ton, Wachs, Leim, Pigmente und weitere. Die Herstellung des Stuckmarmors war teurer als der Einsatz von natürlichem Marmor und wurde von Feuchtmayer bevorzugt, weil die Farbe frei zu gestalten war.
In Weingarten arbeitet er als Bildhauer und Bildschnitzer am Chorgestühl und der Chororgel sowie am Hochaltar in der Stiftskirche. Hier traf er auf den Stuckplastiker und Marmorierer Giacomo Antonio Corbellini und den Stuckateur Donato Giuseppe Frisoni. Danach war Feuchtmayers maßgebliches künstlerisches Vorbild der oberitalienische Stuckateur Diego Francesco Carlone, von dem er um 1721 die „Kunst der Glanzarbeit“ lernte, eine Stuck-Technik, die alabasterartige Oberflächen erzeugt und als deren Vollender er (nördlich der Alpen) gilt. An Werkzeugen benutze man viele verschiedene Arten von Eisen: Messer, Bohrer, Spachteln, Lanzetten. Die Stuckfiguren wurden plastisch mit der Hand aufgetragen, bei größeren verwendete man Unterkonstruktionen aus Schmiedeeisen und Holzkohlestücken. Zum Schleifen und Polieren der Oberflächen verwendete man u. a. Schachtelhalm. Das Blattgold wurde nach alter Tradition – wie heute noch üblich – aufgebracht.
Die Werkstatt wurde von Johann Georg Wieland bis zu seinem Tod 1802 weiter genutzt. Feuchtmayers heute bekanntestes Werk ist der Honigschlecker in Birnau, ein Putto, der die Redegewandtheit des heiligen Bernhard von Clairvaux versinnbildlicht, der von der Kirche auch als Doctor mellifluus („honigfließender Lehrer“) bezeichnet wird.

## Gedenken
In J. A. Feuchtmayers ehemaligen Wohn- und Werkstatträumen in Mimmenhausen ist jetzt das Feuchtmayer Museum eingerichtet. In dem 1969 neu erbauten asymmetrischen Kirchenraum der Pfarrkirche von Mimmenhausen befinden sich barocke Tauf- und Kreuzigungsfiguren aus alten Kirchen sowie beim Eingang die Grabsteine von Joseph Anton Feuchtmayer und Johann Georg Dirr. 

## Werke (Auswahl)

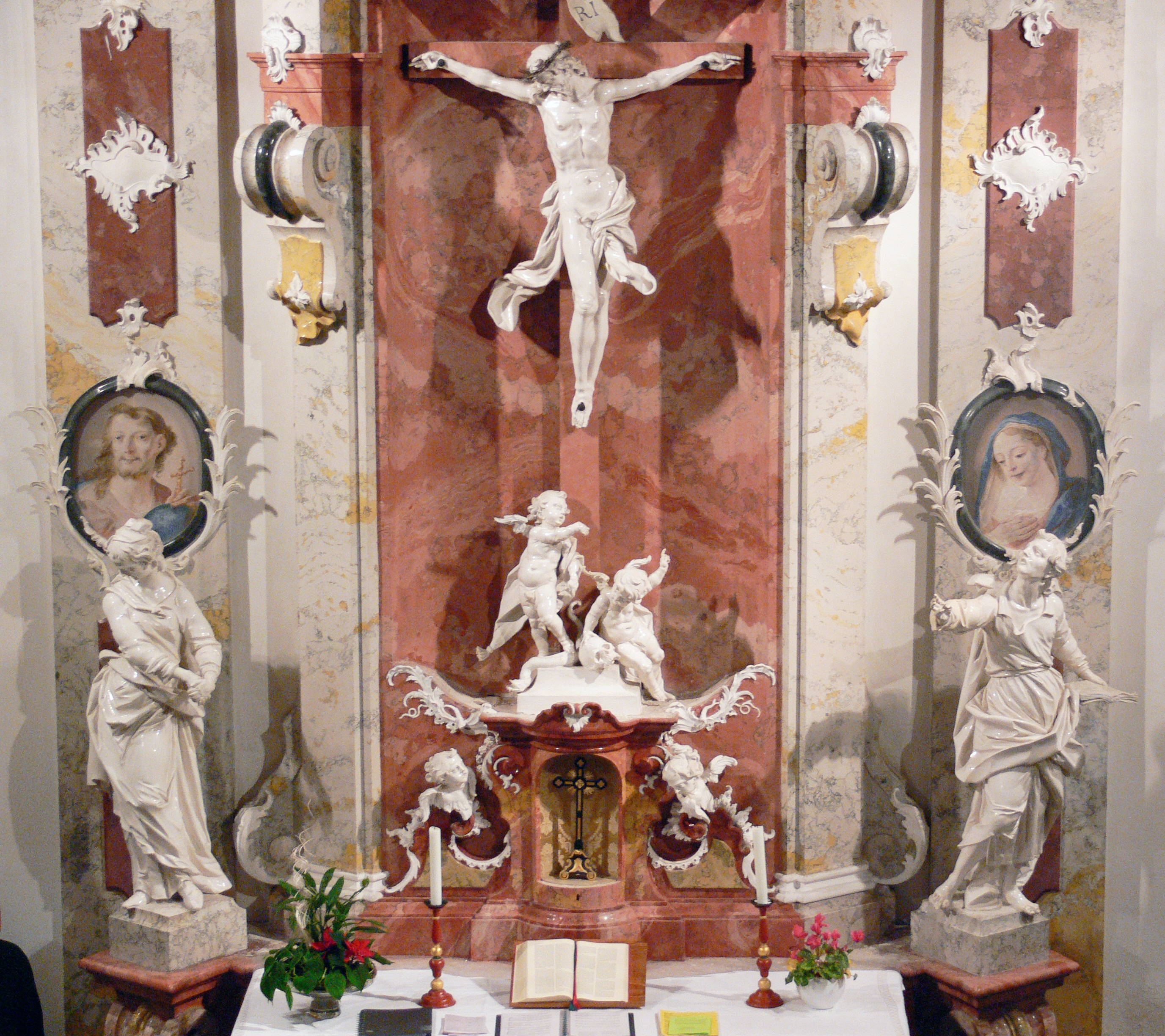
Hochaltar der Schlosskirche Meersburg, 1741–1743

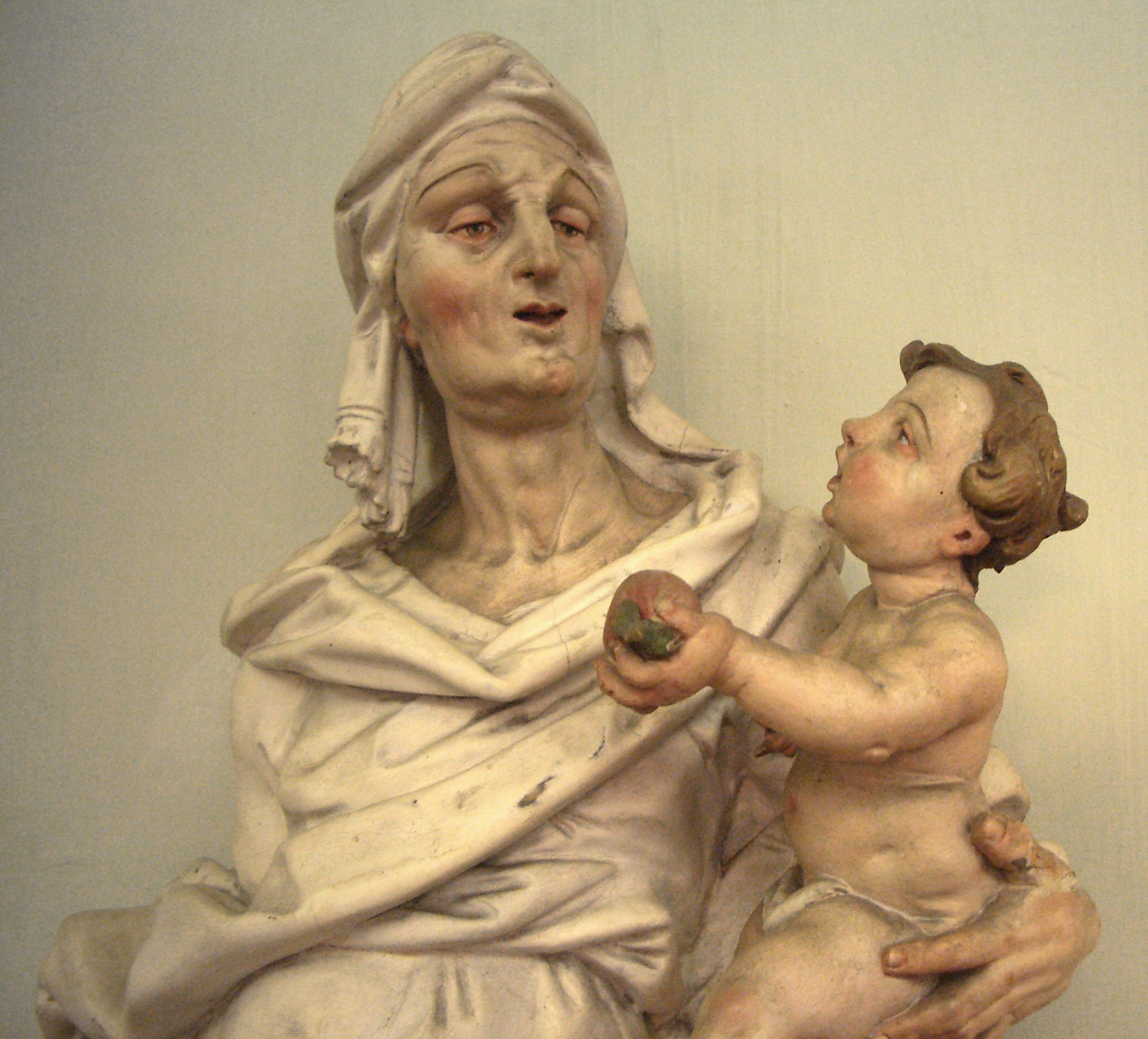
Hl. Anna Selbdritt (Detail), Stadtmuseum Überlingen

- 1720–1724: St. Martin (Weingarten) – Stuckarbeiten, Holzplastik für das Chorgestühl (gilt als erste eigenständige Arbeit) und Kruzifix für die Sakristei
- ab 1720(?): Meersburg, Neues Schloss
- ab 1721: Reichsabtei Salem – Stuckaturen im Kreuzgang; Chorgestühl, Beichtstühle und Orgelprospekt im Salemer Münster
- um 1725: Kißlegg, Neues Schloss – acht lebensgroße Sibyllenfiguren für die reich stuckierte Haupttreppe
- 1728–1731: Kloster St. Peter auf dem Schwarzwald, Klosterkirche – Figuren für Altar (Apostel) Langhaus und Fassade. Stifterfiguren
- 1737–1738: Schlosskapelle des ehemaligen Deutschordensschlosses auf der Mainau – Portal und Raumausstattung, Engelsfiguren, Seitenaltäre; Differenzen mit Johann Caspar Bagnato
- um 1740: „Schwebender Engel mit Laute“, jetzt im Badischen Landesmuseum Karlsruhe. Schnitzerei aus Lindenholz, 1,5 m, Fassmalerei, vermutlich für den Orgelprospekt in Salem geschaffen.
- um 1740: Bad Wurzach Pfarrkirche St. Verena – Skulpturen für den Hochaltar
- um 1740: Kloster Einsiedeln – Stuckarbeiten im Speisesaal und in der Bibliothek

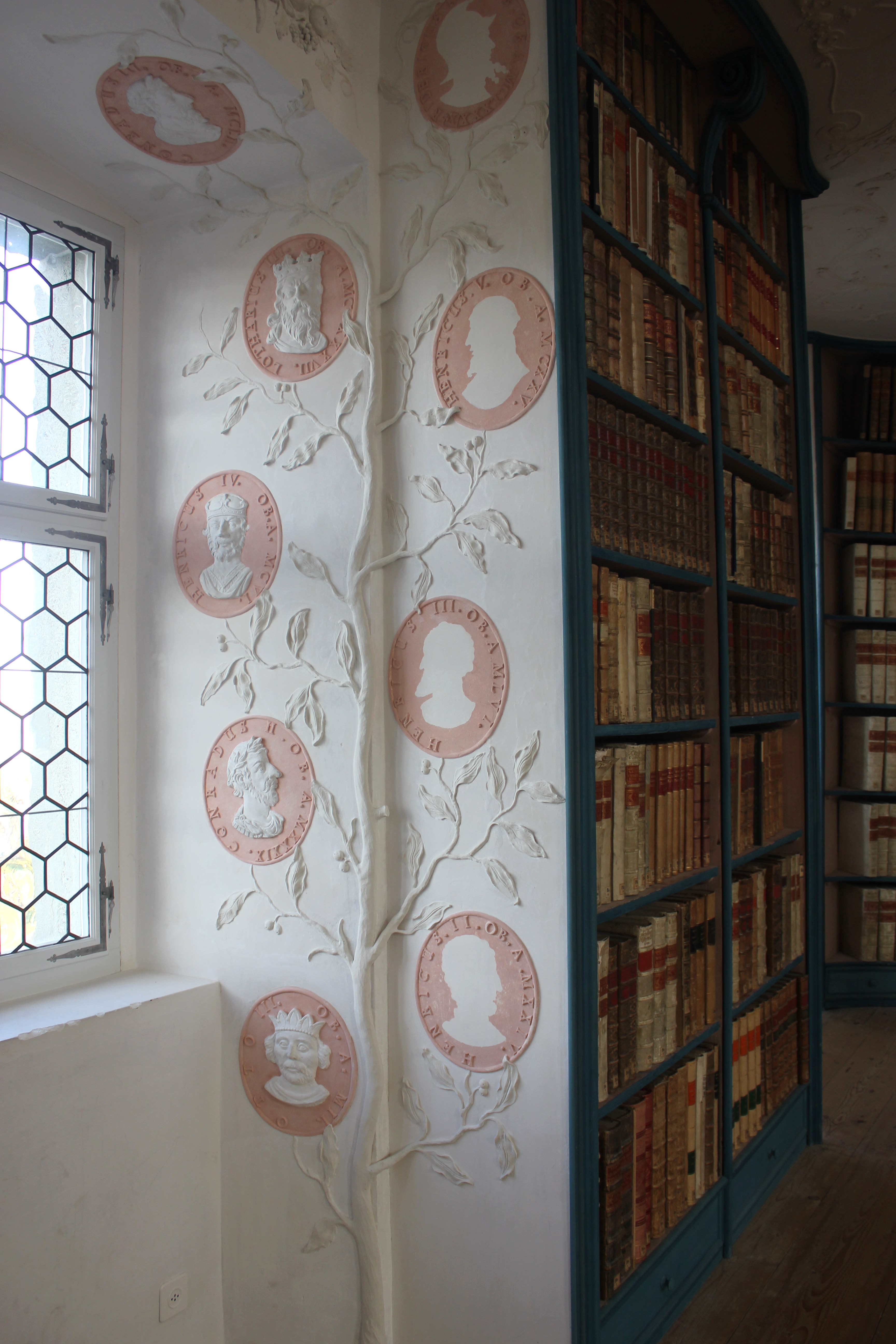
Fensterlaibung in der Klosterbibliothek Einsiedeln, Bildnisse der Päpste

- 1740–1741: Pfarrkirche zu Merdingen im Breisgau – Ausstattung
- 1741–1743: Meersburg, Neues Schloss, Kapelle der Fürstbischöfe von Konstanz – Altar und Raumausstattung, Bauherr Damian Hugo von Schönborn
- ab 1743: Stadtpfarrkirche in Scheer an der Donau
- 1744–1750: St. Martin in Altheim (bei Riedlingen), Stuckarbeiten
- 1746 Ausstattung und Hochaltar mit einer Bekrönung in der Karmeliterkirche Rottenburg, nichts erhalten: Altar umgesetzt nach Ergenzingen, dort untergegangen.
- 1746, 1750: Reichlin-Meldeggsche Kapelle in Überlingen – Figuren der Madonna, der Mutter Anna und des Christophorus
- 1748–1757: Wallfahrtskirche Birnau am Bodensee – Gesamtausstattung, Putten, darunter der „Honigschlecker“.
- 1754–1757 Modeln für die Glockenzier des Salemer Münsters durch den Glockengießer Franz Anton Grieshaber.
- 1757: Schloss Rimpach, Stuckdecke des Spiegelsaals, zusammen mit Johann Georg Dirr
- 1760: Franziskanerkirche Überlingen – Hochaltar, Laurentius-Statue
- 1760: Augustiner-Chorherrenstift Beuron – Hochaltar
- 1761: Mimmenhausen –  Kruzifix, Tabernakel (Holzrelief), Taufgruppe (Holzplastiken)
- 1761–1768: Stiftskirche St. Gallen – Beichtstühle, zuletzt Reliefs für das Chorgestühl mit Vita des Hl. Benedikt, Giebelrelief
- Hl. Dreifaltigkeit (Spaichingen) auf dem Dreifaltigkeitsberg Spaichingen 1761 bis 1767
- 1763–1764: Schloss Zeil Kirche Mariä Himmelfahrt – Heiligenfiguren für den Hochaltar
- ab 1766: neuerlich Arbeiten in der Abteikirche Salem – figürliche Alabasterausstattung
- Weiterhin: Kupferstiche (Rokokokartuschen und Altarentwürfe) in der Stiftsbibliothek St. Gallen und im Wessenberghaus, Konstanz.

## Werke in Museen
- Städtischen Wessenberg-Galerie Konstanz: Werkzeichnungen, Pläne, Skizzen von Joseph Anton Feuchtmayer und den Mimmenhauser Bildnern.[3]
- Stiftsbibliothek St. Gallen: Feuchtmayer-Sammlung
- Staatsgalerie Stuttgart: Graphische Sammlung
- Rosgartenmuseum, Konstanz: Terrakottagruppe Verkündigung, Werkstattarbeit um 1760
- Württembergisches Landesmuseum, Stuttgart: Martyrium des Heiligen Sebastian, Relief, 1734
- Stadtmuseum Überlingen
- Feuchtmayer Museum, Mimmenhausen: Werkstatt, Reproduktionen von Plänen

## Ausstellungen (Auswahl)
- Städtische Wessenberg-Gemäldegalerie Konstanz (Hrsg.): Joseph Anton Feuchtmayer und die Mimmenhauser Bildner, J. G. Dirr, F. A. Dirr, J. A. Dirr, A. Dirr, L. Gradtwohl, J. G. Wieland: Handzeichnungen, Stiche. (Ausstellungskatalog, Ausstellung vom 28. Juli bis 24. August 1985, Redaktion Edgar Bruker)